# Chthonerpeton
Chthonerpeton – rodzaj płazów beznogich z rodziny Typhlonectidae.

## Rozmieszczenie geograficzne
Rodzaj obejmuje gatunki występujące w południowej Brazylii, Urugwaju i na sąsiednim obszarze Argentyny, w amazońskim Ekwadorze i przypuszczalnie w sąsiednim Paragwaju.

## Systematyka
Rodzaj zdefiniował w 1880 roku niemiecki zoolog Wilhelm Peters w artykule zatytułowanym O klasyfikacji Caecilia, w szczególności o rodzajach Rhinatrema i Gymnopis, opublikowanym w czasopiśmie „Monatsberichte der Königlichen Preussische Akademie des Wissenschaften zu Berlin”. Gatunkiem typowym jest (oznaczenie monotypowe) Ch. indistinctum.

### Etymologia
Chthonerpeton: gr. χθων khthōn, χθονος khthonos ‘ziemia, grunt’; ερπετον erpeton ‘istota pełzająca, płaz, gad’.

### Podział systematyczny
Do rodzaju należą następujące gatunki:
- Chthonerpeton arii Cascon & Lima-Verde, 1994
- Chthonerpeton braestrupi Taylor, 1968
- Chthonerpeton exile Nussbaum & Wilkinson, 1987
- Chthonerpeton indistinctum (Reinhardt & Lütken, 1862)
- Chthonerpeton noctinectes Silva, Britto-Pereira & Caramaschi, 2003
- Chthonerpeton onorei Nussbaum, 1986
- Chthonerpeton perissodus Nussbaum & Wilkinson, 1987
- Chthonerpeton tremembe Maciel, Leite, Silva-Leite, Leite & Cascon, 2015
- Chthonerpeton viviparum Parker & Wettstein, 1929